# Эколо
Эколо (фр. Ecolo — Écologistes Confédérés pour l'Organisation de Luttes Originales) — политическая партия «зелёной» ориентации в Бельгии, действующая во Французском и Немецкоязычном сообществах.
В конце 70-х из-за повышения интереса к экологическим проблемам в местных выборах в Бельгии начали участвовать кандидаты-экологисты. В Валлонии они выступали под названием списка «Wallonie — Ecologie», а в марте 1980 года на их основе была создана партия Эколо. Уже на парламентских выборах 1981 года новая партия получила 6,1% голосов в Валлонии и 2,2% голосов в Брюсселе, что позволило партии провести 4 своих членов в Палату представителей и 2 — в Сенат. В 1999-2003 партия участвовала в работе правительства Ги Верхофстадта. В настоящее время партия также представлена в Европарламенте двумя депутатами.
Согласно последним предвыборным опросам, перед парламентскими выборами 13 июня 2010 года партия занимает третье место по популярности в Валлонии и Брюсселе. На выборах партия получила 313 047 (4,91%) голосов и 8 депутатских мандатов.